# 仙台駄菓子
仙台駄菓子（せんだいだがし）は、日本の宮城県仙台市で作られる伝統的な和菓子の駄菓子類である。仙台の名産品の一つとされる。
江戸・明治期の仙台でも駄菓子の製造は行われていたが、当時は子供向けのありふれた駄菓子であって、名物とは思われていなかった。『仙台駄菓子』という固有名が生まれたのは、仙台市の駄菓子店「石橋屋」の石橋幸作が調査を行った昭和30年代以降である。
現在は、ささら飴、うさぎ玉、ネジリ、オコシ、といったものが主に作られているが、手作りが中心のため同じ種類でも、各店の職人により味は異なっている。また、伝統的駄菓子の消滅の危機から、職人有志らが、各地を巡って技法を仙台に持ち帰り、仙台駄菓子と共に受け継いでいる。
現在、仙台駄菓子を製造・販売している店は、城下町における下町、すなわち、仙台市都心部の周辺地域の河原町・小田原・上杉などの路地裏にある。中心商業地や郊外ロードサイド店舗にないため、仙台駄菓子の存在を知りながらも、販売している店が見つからず、一度も口にしたことのない市民も少なくない。またアクセス性の低さから、高度経済成長期以降に仙台に移り住んだ新市民や、進学などでやってきた若い世代の中には、漫画の「美味しんぼ」で取り上げられて、初めて存在を知った者も見られる。
石橋の収集した資料は死後に仙台市歴史民俗資料館に寄贈された。

## 仙台駄菓子の例
- 兎玉
- 兎落雁
- ばん茶菓子
- 輪南京（櫛南京、撚り南京とともに南京糖の後継）
- きなこくし南京
- より南京
- みそぱん
- 黒ぱん
- 果物菓子
- きなこねじり
- しぐれねじり
- 梅子
- 青葉しぐれ
- えそべ
- 吉原巻
- かるめら焼
- 志ほがま
- ささら飴
- 名物飴
- 太白飴
- 翁飴
- だるま飴
- こうせん菓子
- そぼろくし南京
- 黒かりんとう
- マコロン（仙臺まころん）
- 豆糖
- 石衣
- ぶどうにぎり
- 干切 - 仙台糒